# Championnat d'Amérique du Sud féminin de football des moins de 17 ans
Le Sudamericano Femenino des moins de 17 ans est une compétition continentale organisée en Amérique du Sud par la CONMEBOL et opposant les sélections de football féminin des moins de 17 ans. 
La coupe est disputée depuis 2008. La compétition sert également de tournoi qualificatif pour désigner les équipes sud-américaines participant à la Coupe du monde de football féminin des moins de 17 ans.

## Palmarès
| Édition | Année | Pays organisateur | Champion  | Vice-champion | Troisième |
| ------- | ----- | ----------------- | --------- | ------------- | --------- |
| 1re     | 2008  | Chili             | Colombie  | Brésil        | Paraguay  |
| 2e      | 2010  | Brésil            | Brésil    | Chili         | Venezuela |
| 3e      | 2012  | Bolivie           | Brésil    | Uruguay       | Colombie  |
| 4e      | 2013  | Paraguay          | Venezuela | Colombie      | Paraguay  |
| 5e      | 2016  | Venezuela         | Venezuela | Brésil        | Paraguay  |
| 6e      | 2018  | Argentine         | Brésil    | Colombie      | Argentine |
| 7e      | 2022  | Uruguay           | Brésil    | Colombie      | Chili     |
| 8e      | 2024  | Paraguay          | Brésil    | Colombie      | Équateur  |